# مقاطعة روكيتساني
مقاطعة روكيتساني (بالتشيكية: Okres Rokycany)‏ هي مقاطعة (أوكريس) في إقليم بلزن في جمهورية التشيك.
عاصمة هذه المقاطعة هي مدينة روكيتساني.

## اقرأ أيضاً
- مقاطعات جمهورية التشيك